# Bieławinskaja (obwód wołogodzki)
Bieławinskaja (ros. Белавинская) – wieś w Rosji, w rejonie wożegodskim obwodu wołogodzkiego. W 2010 r. liczyła 95 mieszkańców.